# Christopher Levett
Christopher Levett (York, 15 de abril de 1586-1630) fue un escritor, explorador y capitán naval inglés, nacido en York , Inglaterra. Exploró la costa de Nueva Inglaterra y obtuvo una subvención del rey Carlos I para establecer la actual Portland (Maine), el primer europeo en hacerlo. Levett dejó atrás a un grupo de colonos en su plantación de Maine en la bahía de Casco, pero nunca más se supo de ellos. Su destino es desconocido. Como miembro del Consejo de Plymouth para Nueva Inglaterra, Levett fue nombrado Gobernador de Plymouth, en 1623 y asesor cercano del capitán Robert Gorges en su intento de fundar una antigua colonia inglesa en Weymouth (Massachusetts), que también fracasó. Levett también fue nombrado primer gobernador de Virginia en 1628, según los registros del Parlamento en Whitehall.

## Biografía

### Primeros años

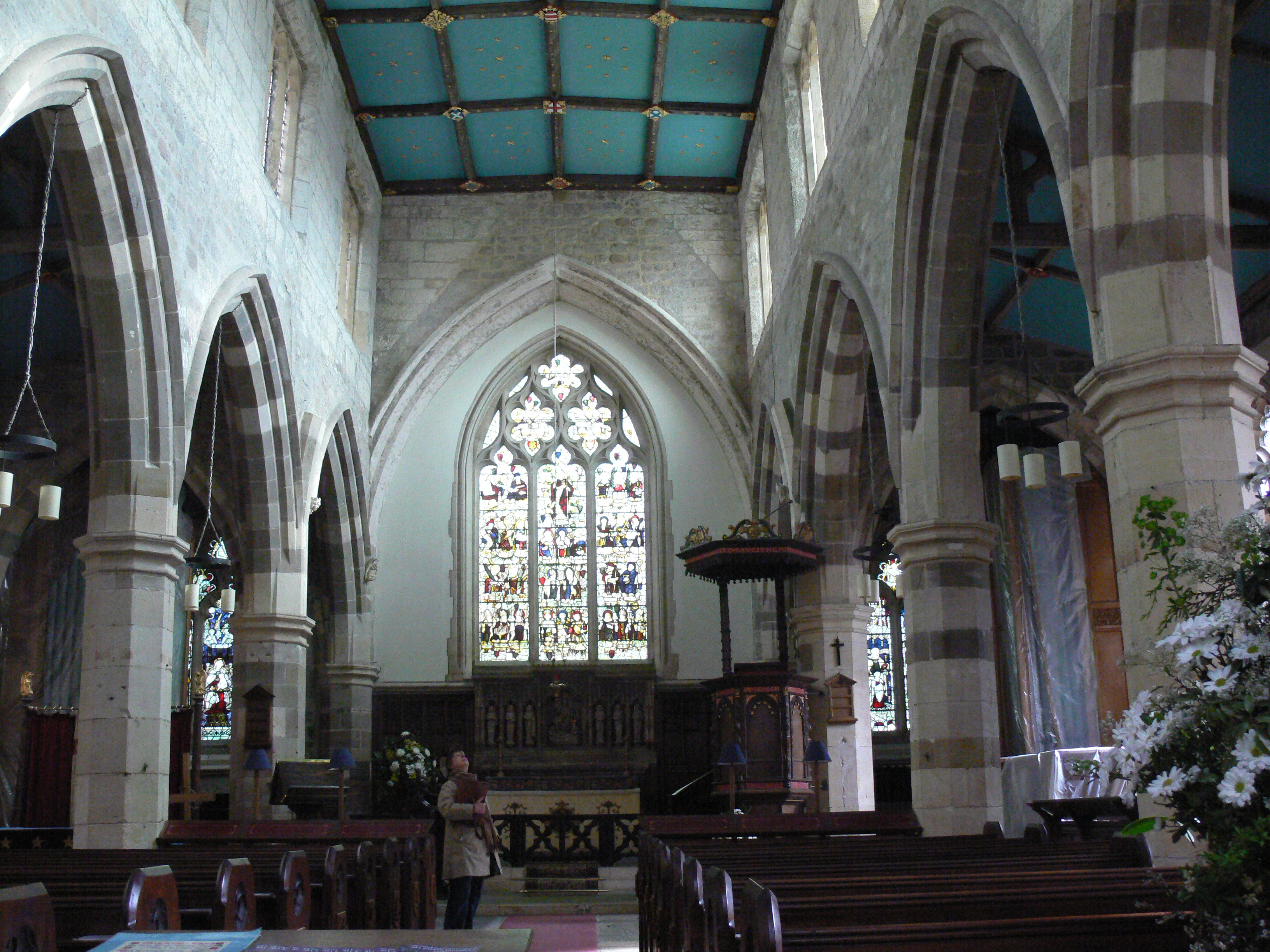
Iglesia de Todos los Santos, Pavement, York, donde fue bautizado Christopher Levett, el 5 de abril de 1586.

Levett era hijo de Elizabeth y Percival Levett, comerciante y posadero de York, y fue admitido como un hombre libre de York como comerciante. Levett también fue admitido en la Compañía de Aventureros Mercantes en la ciudad de York, junto con su hermano Percival. Hay evidencia de que los intentos ingleses de colonizar Norteamérica atrajeron la atención de Levett incluso cuando era comerciante de York. El reverendo Alexander Whitaker, un primer ministro anglicano e inmigrante inglés de la colonia de Virginia, señaló en su testamento de 1610 que debía una deuda de £ 5 a «Christopher Levite, un pañero de lino de la ciudad de York».

### Colonización
Quizás el contacto de Levett con Whitaker y otros ingleses avivó su celo por convertirse en un explorador, así debió ser como buscó una nueva carrera como explorador. Sirvió como His Majesty's Woodward de Somersetshire al rey Jacobo I de Inglaterra y VI de Escocia, y escribió un folleto sobre la extracción de madera que se convirtió en el estándar para la selección de árboles para la Royal Navy.
Más tarde, operando desde su hogar adoptivo en Sherborne, Dorset, a la sombra de Walter Raleigh y otros aventureros, Levett se interesó en la colonización de Nueva Inglaterra. Levett se asoció con Ferdinando Gorges y fue nombrado para el Consejo de Nueva Inglaterra. El rey Jacobo I de Inglaterra le concedió 6000 acres (24 km² ) de tierra para un asentamiento en el Maine actual, que Levett propuso llamar «York» en honor de su ciudad de nacimiento.
El 5 de mayo de 1623, los registros del Consejo de Nueva Inglaterra dicen: «Christopher Levett es titular principal de la patente y tiene una concesión de 6000 acres (24 km²) de tierra». El mes siguiente, el 26 de junio de 1623, los registros señalan que «el Rey juzga bien la empresa en Nueva Inglaterra, y más particularmente un diseño de Christopher Levett, uno de los miembros del Consejo para establecer esa plantación, construir una ciudad y llamarla York». El rey proclamó que las iglesias anglicanas en toda Inglaterra deberían tomar lecciones para ayudar a Levett en sus intentos de colonización.
Levett fue ayudado con sus ambiciones de asentamiento, según algunos historiadores, gracias a una amistad cada vez más profunda con George Villiers, primer duque de Buckingham, el cortesano favorecido que actuó como defensor del joven de Yorkshire. La alianza de Levett con un poderoso mecenas probablemente explica el traslado de Levett a Sherborne y su nombramiento en el Bosque real en Somersetshire, acercándolo a Gorges y a otros aventureros.
El 26 de junio de 1623, el Secretario de Estado Lord Conway escribió a Lord Scrope, Presidente del Consejo del Norte, instándolo a ayudar a Levett en su plan de establecer una plantación en Nueva Inglaterra con una compañía de Yorkshire y que había fundado «una ciudad llamada con el nombre de Yorke». Señaló el historiador Charles Herbert Levermore: «Así que la primera Nueva York que se planeó para Estados Unidos debía estar ubicada en el puerto de Portland».
Ajeno al mensaje espiritual de alto vuelo de los primeros fundadores puritanos de la colonia de la Bahía de Massachusetts, Ferdinando Gorges, su compañero John Mason y otros comerciantes aventureros se concentraron en las ganancias.  Por lo que sabemos de Levett, parece tener más matices: sus tratos con los nativos americanos parecen solícitos, especialmente teniendo en cuenta la época, y su primera esposa era hija de un prominente rector puritano.
Sin embargo, ya sea por el celo de un explorador o por el ojo de un comerciante, Levett siguió adelante. Para promover sus planes, el capitán naval se embarcó desde Inglaterra en un viaje para explorar la costa de Nueva Inglaterra, prestando especial atención a lo que hoy es Maine y New Hampshire.

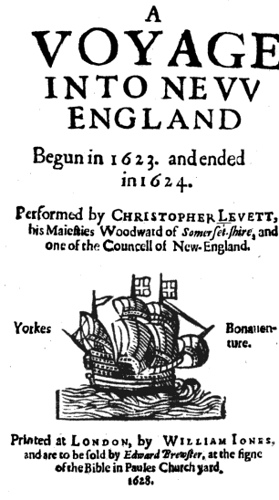
Frontispicio del libro: A Voyage into New-England, Begun in 1623, and Ended in 1624, Performed by Christopher Levett, his Majesties Woodward of Somersetshire, and one of the Councell of New-England

Cuando regresó a Inglaterra, escribió un libro titulado A Voyage into New England, Begun in 1623, and Ended in 1624, Performed by Christopher Levett, His Majesty's Woodward of Somersetshire, and One of the Council of New England. Fue la esperanza de Levett para impulsar la solución en el Nuevo Mundo, y esperaba como el principal titular de la patente (y primer colono) de la actual Portland (Maine), beneficiarse económicamente del acuerdo.
A primera vista, el capitán Levett parecía estar en una posición ideal para impulsar ese asentamiento. Cuando se publicó Una descripción de Nueva Inglaterra en Londres en 1616", escriben Charles y Samuella Shain del libro del capitán John Smith, «era únicamente cuestión de tiempo antes de que llegara otro espíritu emprendedor que realizara los planes del capitán John Smith para fundar un asentamiento permanente en la costa de Maine ... Mejor ubicado socialmente y, por lo tanto, también políticamente que John Smith, Levett también era más rico».
Al parecer, Levett tenía los ojos puestos en las prósperas pesquerías de Nueva Inglaterra, que los comerciantes ingleses habían explotado durante años. El capitán de la marina informó a Gorges que con la mejor pesca de la región en los meses de invierno, y establecer una colonia permanente les permitiría a los aventureros comerciales duplicar sus ganancias, permitiendo a los barcos pescar durante todo el año.
Pero a pesar de sus mejores conexiones, la historia no estaba a su favor. Su habilidad de vendedor se quedó corta. El interés público disminuyó, ya que los nuevos asentamientos en Virginia y en otros lugares tomaron el centro del escenario. Los crecientes problemas del rey Carlos I devoraron el interés en la colonización. La apelación del rey por el dinero en las parroquias de Yorkshire para apoyar el esquema de Levett nunca produjo mucho. La tormenta creciente de la rebelión de los Roundhead puso a los benefactores de Levett bajo presión.
Mientras tanto, Levett fue asignado a asuntos más urgentes en Inglaterra. El 5 de octubre de 1625, el capitán Levett estuvo al frente de HMS Susan and Ellen como parte de la flota de Lord Wimbledon de 80 buques ingleses y 16 holandeses que navegaban contra la flota española en Cádiz. La expedición, montada por el rey Carlos I, que presionó a sus súbditos para que la financiaran, fue un rotundo fracaso, y la flota regresó a Inglaterra en desgracia. Levett más tarde se quejó amargamente de la experiencia, alegando que incluso como capitán de la Marina Real, los encargados le habían tratado «no mejor que un esclavo meare».
Levett nunca regresó a Maine, y del pequeño grupo de hombres que dejó atrás en una casa de piedra nunca más se supo de ellos. Las tierras patentadas de Levett eventualmente pasaron a un grupo de mercaderes de Plymouth cuando su atención de se desvió hacia cuestiones navales más apremiantes.  Finalmente, Levett regresó a la colonia de la bahía de Massachusetts, donde se reunió con el gobernador John Winthrop en 1630, y murió a bordo del viaje de regreso a casa. El cuerpo del primer aventurero fue enterrado en el mar, y su esposa se vio obligada a comparecer en un tribunal de Bristol el año siguiente para recuperar sus efectos.

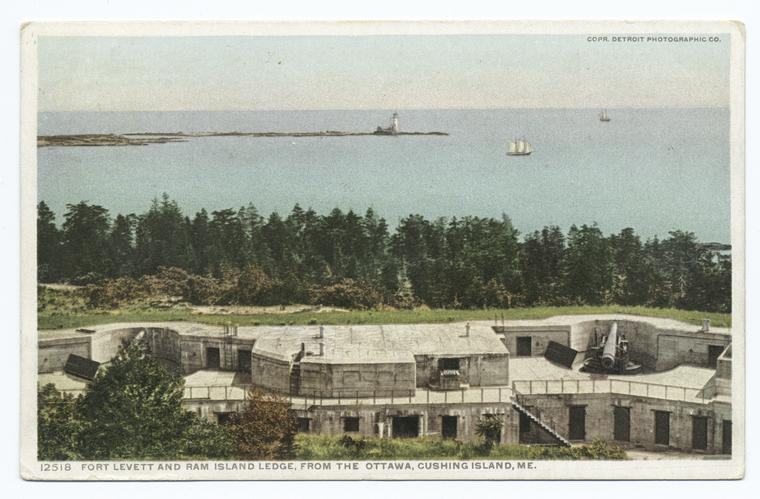
Fort Levett y Ram Island Ledge, Cushing Island, Maine, 1909

Fort Levett en Cushing Island, Maine en Portland Harbor se llama así por este explorador. El actual condado de York, Maine, deriva su nombre de la primera denominación del capitán Levett para su asentamiento en Maine.
Incluso en la muerte, el capitán Levett no pudo evitar las controversias. Cartas que llevaba a bordo del barco Porcupine, dirigidas por John Winthrop y otros líderes de la colonia de la bahía de Massachusetts a amigos simpatizantes en Inglaterra, cayeron en manos de los enemigos puritanos en Inglaterra, aparentemente después de que las pertenencias de Levett fueran registradas después de su fallecimiento. Las cartas provocaron cierta medida de controversia en Inglaterra por la postura desfavorable que los escritores tomaban hacia la iglesia inglesa.

### Descendencia familiar
El capitán Levett tuvo seis hijos, cuatro de ellos por su primera esposa, Mercy More, que era hija del reverendo Robert More, un rector puritano en Guiseley, Yorkshire. Se casó por segunda vez con Frances Lottisham, hija de Oliver Lottisham de Somersetshire, y de ella tuvo otros dos hijos. Un hijo, Jeremiah (Jeremy), se graduó de Trinity College, Cambridge , y se convirtió en el rector de Leyton, Essex.  Su hija Sarah se casó con el reverendo Robert Hitch, rector de Normanton, West Yorkshire y más tarde Decano de York.